# USS Baltimore (SSN-812)
El USS Baltimore (SSN-812) será el undécimo submarino nuclear de ataque de la clase Virginia Bloque V de la Armada de los Estados Unidos. Llevará el nombre de la ciudad de Baltimore en Maryland. Recibió el nombre de la ciudad debido al entonces reciente derrumbe del puente Francis Scott Key.
El Baltimore y su buque gemelo USS Atlanta (SSN-813) fueron pedidos durante el presupuesto del año fiscal 2024 por un costo combinado de 9,4 mil millones de dólares.